# Omni Broadcasting Network
Omni Broadcasting Network é um pequeno canal de Televisão Paga dos Estados Unidos (quando referido, é confundido com o OMNI Television, um canal de TV do Canadá). De acordo com o website da Rede de Televisão, o canal tem 36 redes afiliadas e começou as operações em 2003.

## Ligações Externas
- Site Oficial